# Funivia di Monteviasco
De Funivia di Monteviasco is een pendelbaan in Italië. De pendelbaan verbindt de dorpen Ponte di Piero en Monteviasco, in de gemeente Curiglia con Monteviasco (VA). 
De pendelbaan kan 90 personen per uur vervoeren.
De pendelbaan is in 1989 gereed gekomen.